# Distribution d'eau
La distribution d'eau désigne l'ensemble des dispositifs et des compagnies assurant la distribution de l'eau potable et de l'eau industrielle.
L'eau de mer peut également être à l'origine d'une distribution d'eau ; elle doit dans ce cas être préalablement dessalée ce qui nécessite beaucoup d'énergie.

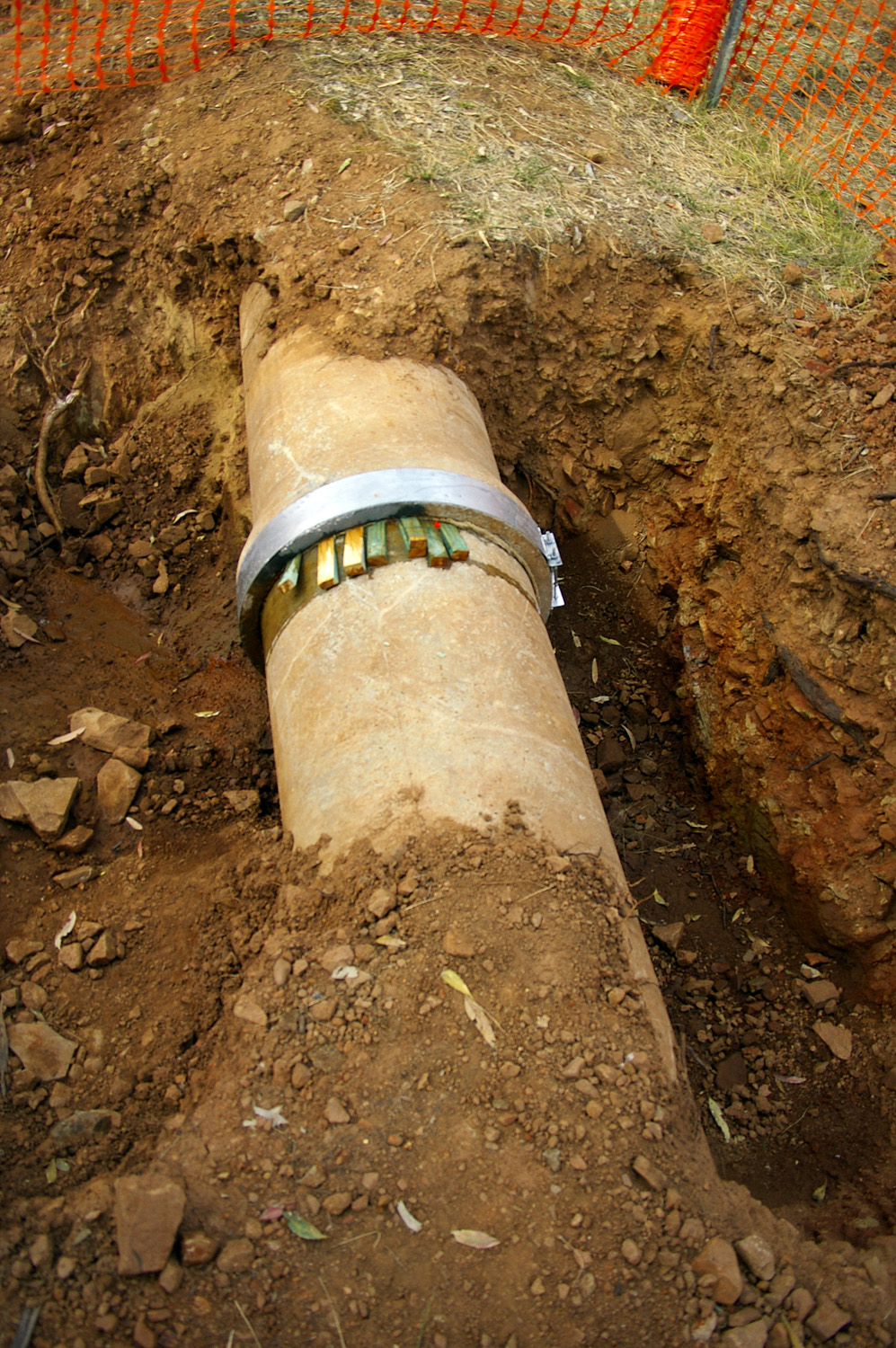
Canalisation de transport et de distribution d'eau

## Histoire
Autrefois assurée par des puits et fontaines souvent collectifs, la distribution de détail se fait majoritairement de nos jours par canalisations depuis des prises d'eau en rivière (à la source ou au fil du cours d'eau) ou dans la nappe phréatique. 

## Traitements
Les réseaux avals de distribution sont l'étape finale de l'alimentation en eau potable des populations ou des industriels, mais l'approvisionnement en eau nécessite également des installations amont d'extraction et de traitement.

## Réseau de distribution
Avant d’arriver au robinet, l’eau potable prend un circuit fait de ramifications qui la conduit de l’usine de production d’eau potable jusqu’au réservoir d’eau, puis de ce réservoir jusqu’aux robinets. L’eau potable est ensuite acheminée vers des réservoirs, qui sont soit enterrés, soit surélevés. Quand ils sont surélevés, ce sont des châteaux d’eau qui permettent de distribuer l’eau par gravité à une pression régulière jusque dans les habitations. C'est le principe des vases communicants.
En somme, la distribution de l’eau potable est un service public qui est fait par les collectivités territoriales qui déterminent librement leur mode de gestion : soit elles assurent ce service sous forme d'une régie, soit elles le délèguent à une entreprise privée.

## Sociétés de distributions des eaux
Les fournisseurs d'eau sont toutes les entreprises publiques et privées qui commercialisent de l'eau potable à destination des particuliers et des professionnels. En 2025, 11 000 fournisseurs d'eau ont été recensés en France. Parmi eux, 69 % agissent en tant que régie et 31 % sont des fournisseurs privés.
Les principales sociétés de distribution des eaux en France sont les suivantes :
- Veolia
- Suez
- Saur
- Eau de Paris
- Eau du Grand Lyon
- Eau de Marseille
- Eau du Bassin Rennais
- Montluçon Communauté
- Provence Alpes Agglomération
- Eau d'Azur
- Hydropolis
- Arche Agglomération
- SEBA Bassin de l'Ardèche
- Ardenne Métropole
- SMDEA de l'Ariège
- SDDEA de l'Aube
- EAURECA
- Syndicat Mixte des Eaux du Lévézou Ségala
- SEMEA
- RESE Charente-Maritime
- Ville de La Rochelle
- Acqua Publica
- Communauté de communes Ouche et Montagne
- Grand Besançon Métropole
- Syndicat Intercommunal des Eaux du Val de l'Ognon
- Eau de Valence Romans Agglo
- Eaux de la Veaune
- Eau du Ponant
- SMEA de la Haute-Garonne - Réseau31
- Service Public de l'Eau Hers Ariège
- SIVOM Saudrune Ariège Garonne
- Syndicat Intercommunal des Eaux des Coteaux du Touch
- SIAEPA de la Vallée de l'Isle
- SIAEPA des Coteaux de l'Estuaire
- Syndicat Intercommunal des Eaux de la Vallée de l'Hérault (SMEVH)
- Collectivité Eau du Bassin Rennais
- SPL Eau du Bassin Rennais
- Rennes Métropole
- Grenoble Alpes Métropole
- Eaux de Grenoble Alpes
- Communauté de communes Bièvre Est
- SYDEC des Landes
- Syndicat mixte Eaux du Marensin-Maremne-Adour (EMMA)
- Communauté de communes de Mimizan
- Roannaise de l'eau
- SdEau50
- Communauté d'agglomération du Cotentin
- Châlons Agglo
- SIAEP des Coëvrons
- Haganis
- Communauté de communes Albères Côte Vermeille Illibéris
- SDEA Alsace Moselle
- Eurométropole de Strasbourg
- Grand Lyon Métropole
- Ville de Mulhouse
- Grand Lac Communauté d'Agglomération
- Grand Annecy
- Thonon Agglomération
- Communauté de Communes de la vallée de Chamonix Mont-Blanc
- O des Aravis
- Eau des Lacs de l'Essonne
- Eau Coeur d'Essonne
- Conseil Départemental du Val de Marne
- Syndicat Intercommunal d'Assainissement de la Région de Pontoise
- Odyssi
- La Créole
- SIAEAG
- RENOC
- Ville de Scionzier
- Ville de Paris
- Syndicat des eaux du Vivier
- SIEP du Santerre
- Syndicat Intercommunal des Eaux de la Montagne Noire du Tarn
- Syndicat Durance Luberon
- Eaux de Vienne
- Grand Poitiers
- REANE
- Grand Belfort
- Noréade
- Sourcéo production d'eau de la Métropole Européenne de Lille
- Clermont Auvergne Métropole
- SEMERAP
- Ville de Thiers
- Syndicat Intercommunal D'eau Et D'assainissement Rive Droite Dore
- Syndicat intercommunal de Sioule et Morge
- Communauté d'agglomération du Pays Basque
- SIAEP Adour Coteaux
- Régie Eau d'excellence
- Régie de l'eau de Metz Métropole
- Régie des eaux de la Dordogne (RDE 24)
- Régie des Eaux Gessiennes
- Régie des eaux du Canal Belletrud
- Régie des eaux de Mouans-Sartoux
- Régie des Eaux du Pays de Fayence
- Régie des Eaux de la Provence verte
- Régie de L’Eau Bordeaux Métropole
- Régie municipale multiservices de La Réole
- Régie des eaux du Pays d'Aix
- Régie des Eaux Terre de Provence
- Régie de l’Eau Communauté d’agglomération Grand Paris Sud
- Régie des Eaux de Montpellier Méditerranée Métropole